# Тебенихина, Ирина Викторовна
Ирина Викторовна Тебенихина (р. 5 декабря 1978, Фергана, Узбекская ССР) — российская волейболистка. Серебряный призёр Олимпиады-2004, двукратная чемпионка Европы, трёхкратная чемпионка России. Центральная блокирующая. Заслуженный мастер спорта России.

## Биография
Ирина Тебенихина начала заниматься волейболом в Фергане Узбекской ССР у тренера Майи Ивановны Домниди. С середины 1990-х годов — в Училище олимпийского резерва № 1 Екатеринбурга.
Выступала за команды:
- 1995—1996 — «Малахит» (Екатеринбург);
- 1996—2001 — «Уралтрансбанк»/«Аэрофлот-Малахит» (Екатеринбург);
- 2001—2003 — «Уралочка-НТМК» (Свердловская область);
- 2003—2004 — «Динамо» (Московская область);
- 2004—2009 — «Уралочка-НТМК» (Свердловская область).

3-кратная чемпионка России (2002, 2003, 2005), 4-кратный серебряный (1998, 1999, 2000, 2004) и 3-кратный бронзовый (1997, 2001, 2009) призёр чемпионатов России. Двукратный серебряный призёр Кубка европейских чемпионов (1997, 1999), бронзовый призёр Кубка ЕКВ 1999.
В составе женской молодёжной сборной России стала чемпионкой мира 1997, бронзовым призёром чемпионата мира 1995, чемпионкой Европы 1997, 1999 и серебряным призёром чемпионата Европы 1996. В составе юниорской сборной России — серебряный призёр чемпионата мира среди девушек 1995 и чемпионка Европы 1995. Двукратный серебряный призёр Всемирной Универсиады (1999, 2001) в составе студенческой сборной России.
В сборной России выступала в 1997—1999 и 2003—2004 годах. В её составе:
- серебряный призёр Олимпийских игр 2004 года,
- бронзовый призёр чемпионата мира 1998,
- серебряный призёр розыгрыша Кубка мира 1999,
- победитель Всемирного Кубка чемпионов 1997,
- двукратный победитель (1997, 1999) и двукратный призёр Гран-при,
- двукратная чемпионкой Европы (1997, 1999).

## Награды и звания
- Заслуженный мастер спорта России
- Медаль ордена «За заслуги перед Отечеством» II степени (3 октября 2006) — за большой вклад в развитие физической культуры и спорта, высокие спортивные достижения[1]

## Источник
- Волейбол: Энциклопедия /Сост. В. Л. Свиридов, О. С. Чехов. — Томск: Компания «Янсон», 2001.